# International Harvester

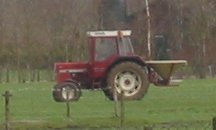
International Harvester-tractor

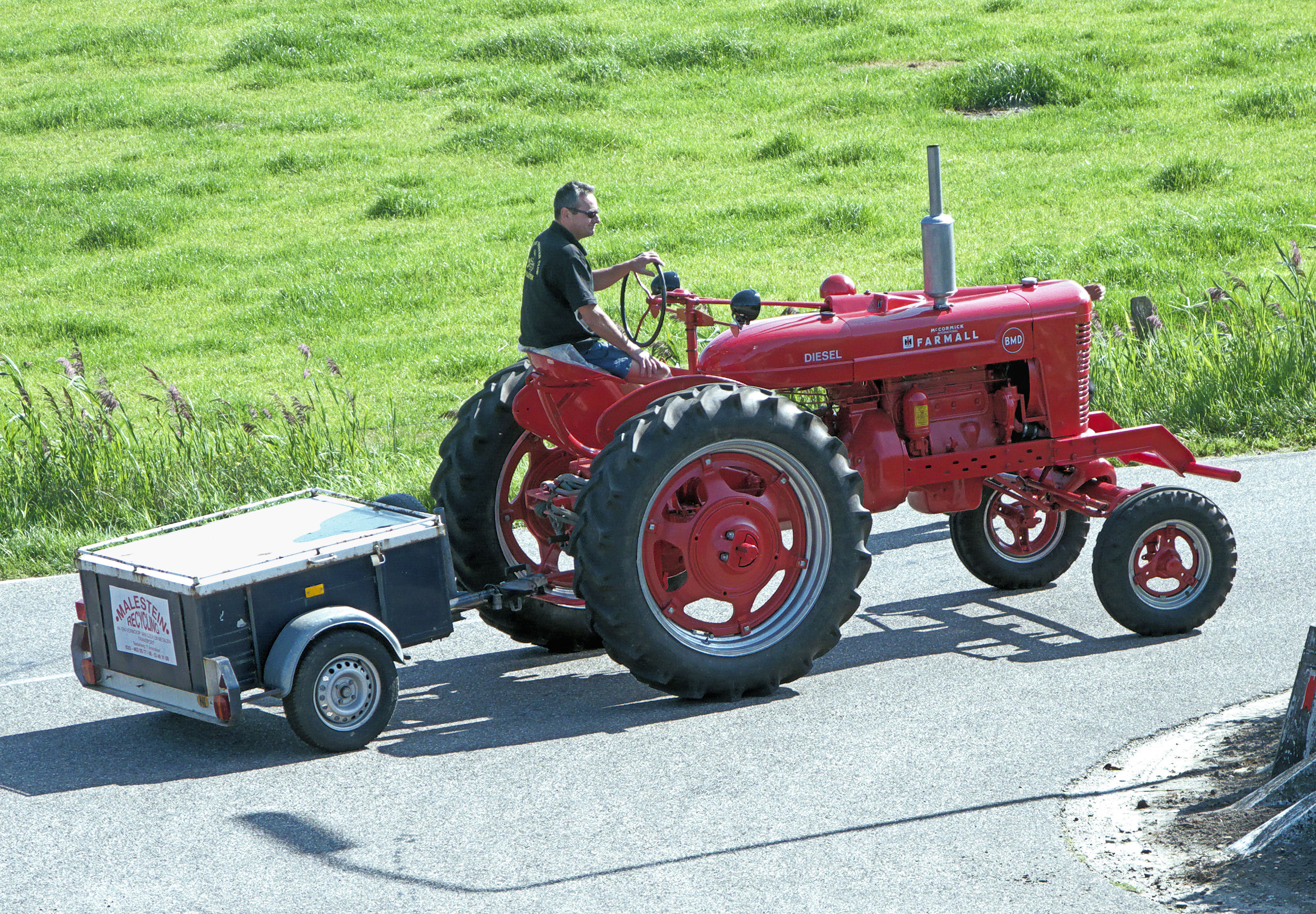
Farmalltractor

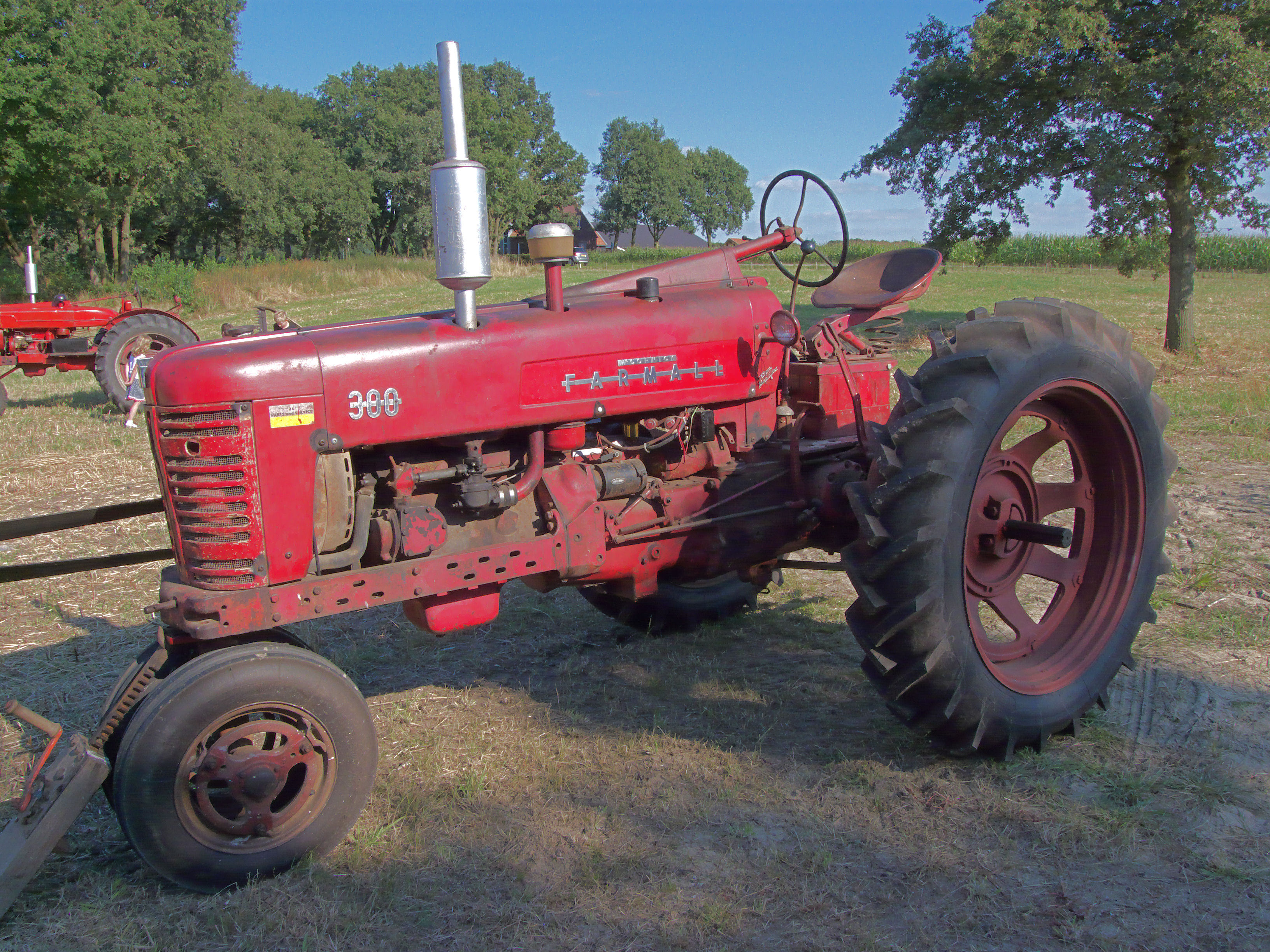
Farmalltractor

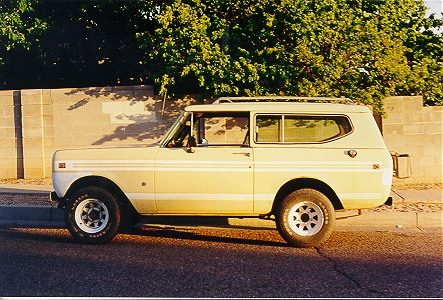
International Scout II, model 1978

International Harvester (IH) is een voormalig Amerikaans bedrijf, bekend van zijn landbouwmachines. Het bedrijf produceerde ook bouwmachines, vrachtwagens, bussen, en auto's onder de merknaam International. In 1984 werden de landbouwmachines ondergebracht in Case IH. De vrachtwagenactiviteiten zijn verder gegaan onder de nieuwe naam Navistar International Corporation.

## Geschiedenis

### Opbouw
Het bedrijf is in 1902 ontstaan door de fusie van twee grote bedrijven; McCormick Harvesting Company en Deering Harvester Company. Dit waren in eerste instantie bedrijven die zich bezighielden met de bouw van tractoren, oogstmachines (zelfbinders) en ploegen. De zetel van de McCormick Harvester Company kwam in Chicago. Eerst werden er alleen nog maar machines gebouwd, pas in 1906 kwam de eerste tractor. Het bedrijf werd uiteindelijk een van de grootste tractorbouwers ter wereld, onder de naam International Harvester Company.
Vanaf 1907 bouwde IH ook auto's en vrachtauto's. Bekendste personenauto's waren de Scout en de Travelall uit de jaren zestig en zeventig, beide zeer vroege SUVs die met verschillende carrosserieën verkrijgbaar waren. Eind jaren zeventig kocht IH een aantal Europese bedrijven, waaronder DAF, Pegaso en Seddon-Atkinson.
DAF had in 1971 een organisatiebureau ingehuurd om de structuur van het concern te bestuderen. Hieruit volgden twee aanbevelingen: een splitsing van de personen- en vrachtwagendivisie en te gaan samenwerken met sterke partners om de internationale positie te versterken. De personenwagendivisie van DAF werd overgedragen aan Volvo. De truckproductie bleef en DAF vond in International Harvester een partner. Op 22 maart 1972 tekenden DAF en IH een overeenkomst tot bundeling van de activiteiten op het gebied van de ontwikkeling, productie en verkoop van bedrijfswagens. Twee maanden later werd DAF Trucks BV opgericht, en IH kreeg hierin een aandelenbelang van 33%. De samenwerking was tot stand gekomen in financieel moeilijke tijden, die niet beter werden. In 1983 verkocht IH twee derde van de aandelen DAF Trucks en in 1987 volgde de rest.

### Ontmanteling
Na de Europese overnames en de gestegen olieprijzen kwam het bedrijf echter in financiële problemen. In 1984 werden de tractorlijn en de merknaam verkocht aan Tenneco (eigenaar van J.I. Case en David Brown). De Europese trekkers werden verder gebouwd, de Amerikaanse lijnen gestopt. Het enige wat in eerste instantie veranderde waren de kleuren en stickers. De kleuren veranderden van compleet rood met crème velgen naar een zwarte body, met zwarte wielharten en zilvergrijze velgen en rode kappen. In principe is dit nog niet eens zo'n grote wijziging: de Amerikaanse 88-serie had deze kleurstelling al en dit zou sowieso doorgevoerd worden.
De grasmaaierlijn werd verkocht aan MTD. De bouwmachines werden aan de firma Dresser verkocht. De productie van personenauto's was in 1980 gestopt, dus bleef alleen de vrachtwagen- en motorenfabricage over. De merknaam International Harvester was verkocht en paste niet meer bij de activiteiten, waarop het bedrijf in 1986 verder ging als Navistar International.

## Merken
De merken die International Harvester gebruikte waren:
- Deering
- Farmall
- McCormick
- McCormick International
- International